# Zanobi Acciaioli
Zanobi Acciaioli, o Acciaiuoli, o Acciajuoli (Florència, Itàlia, 25 de maig de 1461 – Roma, Itàlia, 27 de juliol de 1519), va ser un monjo dominic italià i bibliotecari. Era membre de la família del Acciaioli.
El 1495 va publicar els epigrames d'Angelo Poliziano i d'Alexandra Scala, dona de Miquel Murulle, a partir d'un encàrrec que aquest li va fer poc abans de morir. El 1518 va rebre del papa Lleó X el càrrec de bibliotecari del Vaticà, i li va encarregar traslladar-la al castell de Sant Angelo.
Va destacar també per la traducció al llatí de diverses obres d'autors grecs, com Eusebi de Cesarea, Olimpiodor i de Teodoret. També va traduir bona part de les obres de Justini. Va publicar també dos panegírics en honor de les ciutats de Nàpols i Roma.